# William May
William May o Mey(e) (fallecido en 1560) fue un teólogo anglicano hermano de John May, obispo de la diócesis de Carlisle. Estudió en Cambridge, donde fue miembro del Trinity Hall y, en 1537, presidente del Queens' College.
May apoyó efusivamente la Reforma Protestante. Firmó los Diez Artículos en 1536 y ayudó en la producción de The Institution of a Christian Man. Estuvo muy relacionado con la diócesis de Ely, siendo sucesivamente canciller, vicario general y prebendo. En 1545 fue nombrado prebendo de la catedral de San Pablo de Londres y deán al año siguiente.
Su informe favorable sobre los colleges de la Universidad de Cambridge permitieron que estos se salvaran de su disolución. Fue depuesto durante el reinado de la reina María I de Inglaterra, pero recuperó su cargo de deán tras el ascenso al trono de Isabel I de Inglaterra. Murió el mismo día en el que fue elegido como arzobispo de York.